# Walter-André Destailleur
 (novembre 2021).
Si vous disposez d'ouvrages ou d'articles de référence ou si vous connaissez des sites web de qualité traitant du thème abordé ici, merci de compléter l'article en donnant les références utiles à sa vérifiabilité et en les liant à la section « Notes et références ».

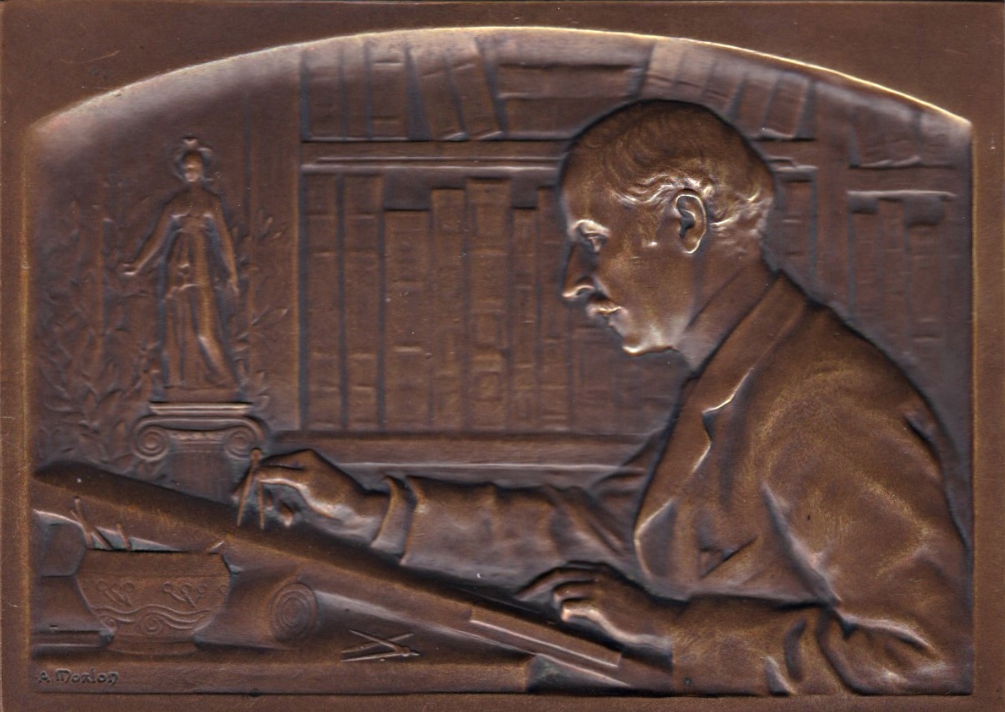
Portrait de Walter-André Destailleur par Alexandre Morlon, 1907

Walter-André Destailleur (devenu d'Estailleur) est un architecte français né en 1867 et mort en 1940.

## Biographie
Fils de l'architecte Hippolyte Destailleur, il étudie aux Beaux-Arts de Paris sous la direction d'Honoré Daumet et de Charles Girault. À la mort de son père, en 1893, il achève la plupart de ses chantiers, y gagnant ses galons d'architecte avec ténacité et courage. C'est à cette époque qu'il fait modifier l'orthographe de son patronyme en d'Estailleur, reprenant l'orthographe pré-révolutionnaire. Grâce à la recommandation de l'impératrice Eugénie, il reçoit de nombreuses commandes aristocratiques.
Il travaille notamment pour la comtesse de Béarn, dans son hôtel particulier de la rue Saint-Dominique que son père avait édifié puis, de 1896 à 1899, restaure le château de Champs-sur-Marne pour Louis Cahen d'Anvers, révélant notamment le décor de singeries exécuté par Christophe Huet. Pour James de Kerjégu, beau-père de la comtesse de Béarn, il édifie le vaste château de Trévarez dans le Finistère.
De 1898 à 1905, il construit les deux hôtels du baron Roger, avenue de l'Alma (aujourd'hui avenue George-V) et rue François-Ier, l'hôtel Wildenstein, rue La Boétie, l'hôtel de Errazu, 1 rue Le Tasse (1903-1904). Cette dernière construction, de style classique, tire admirablement parti d'une parcelle accidentée et de forme difficile, avec une habileté qui s'inscrit dans la grande tradition du XVIIIe siècle, comme le changement d'axe entre la porte cochère et la cour d'honneur et le hall et le grand salon, rendu imperceptible par un vestibule de plan ovale, avec déportement sur le côté du grand escalier d'honneur, comme à l'hôtel Matignon. Après la Première Guerre mondiale, d'Estailleur effectua quelques transformations dans ce bâtiment pour le compte de son nouveau propriétaire, M. Bessonneau. 
À la même époque, d'Estailleur restaure l’hôtel de Crillon (1907), place de la Concorde, qu'il transforme en palace et dont il refait intégralement le décor intérieur. Il restaure également l'hôtel de La Ferronays, le château de La Celle-Saint-Cloud et le palais d'Haroué en Lorraine, propriété de la famille Beauvau-Craon. Il transforme le château de Farnborough, où réside l'ex-Impératrice Eugénie, aux environs de Londres, puis est appelé par le duc d'Albe en Espagne dont il édifie le caveau familial.  
Vers 1907, il construit à Biarritz une vaste villa en bord de mer pour Marguerite Chaslon-Roussel, mère de l'écrivain Raymond Roussel : appelée Villa Chaslon-Roussel, elle est revendue en 1917 à Ramon de la Sota et porte depuis le prénom de sa fille, Begoña. 
Dans les années 1910, il construit un hôtel à Alexandrie et donne les plans d'un nouveau quartier au Caire. Juste avant la Première Guerre mondiale, il construit avenue Foch, dans le style Louis XVI, l'hôtel de l'industriel Louis Renault. En 1921, il est chargé de restaurer et de transformer l'hôtel de Wagram, avenue George-V, afin d'y installer l'ambassade d'Espagne.
Walter-André d'Estailleur peut être considéré comme l'un des derniers représentants de l'historicisme en Europe.     
De son mariage avec Marie Tuault de La Bouvrie, petite fille du député Joseph Golven Tuault de La Bouvrie, naîtra un fils, l'homme de lettres et aviateur Philippe d'Estailleur-Chanteraine.